# З
З, з (ze) é uma letra do alfabeto cirílico (nona do alfabeto russo, décima do ucraniano).
Representa a consoante /z/. Não deve ser confundida com a figura do número três (3) ou com a letra E (Э).
A pronúncia de Ze é exatamente igual à da letra Z do alfabeto latino, exceto se seguida por uma vogal palatalizadora, quando assume o som [zj].